# Lebam
Lebam is een plaats (census-designated place) in de Amerikaanse staat Washington, en valt bestuurlijk gezien onder Pacific County.

## Demografie
Bij de volkstelling in 2000 werd het aantal inwoners vastgesteld op 176.

## Geografie
Volgens het United States Census Bureau beslaat de plaats een oppervlakte van
3,8 km², geheel bestaande uit land. Lebam ligt op ongeveer 35 m boven zeeniveau.

## Plaatsen in de nabije omgeving
De onderstaande figuur toont nabijgelegen plaatsen in een straal van 32 km rond Lebam.